# Pierre-François Mathieu
Pierre-François Mathieu (geb. 19. April 1808 in Paris; gest. 12. Februar 1864 ebenda) war ein französischer Autor. Er war Mitglied zahlreicher wissenschaftlicher Gesellschaften: Er war der Präsident des Athénée des arts, sciences et belles-lettres de Paris, Mitglied der Société philotechnique de Paris, Apotheker der Armee. Er gründete die Zeitung Le Pygmée, in der er seine Artikel mit dem Namen Pierre Duval (de Grasse) unterzeichnete.
In Erinnerung geblieben ist er für sein Werk über die Konvulsionäre von Saint-Médard (Histoire des Miraculés et des Convulsionnaires de Saint-Médard), dem das Leben des Diakon Paris, eine Notiz über Carré de Montgeron und ein Blick auf den Jansenismus von seinem Ursprung bis damals vorangestellt ist.